# Санація житлових будівель

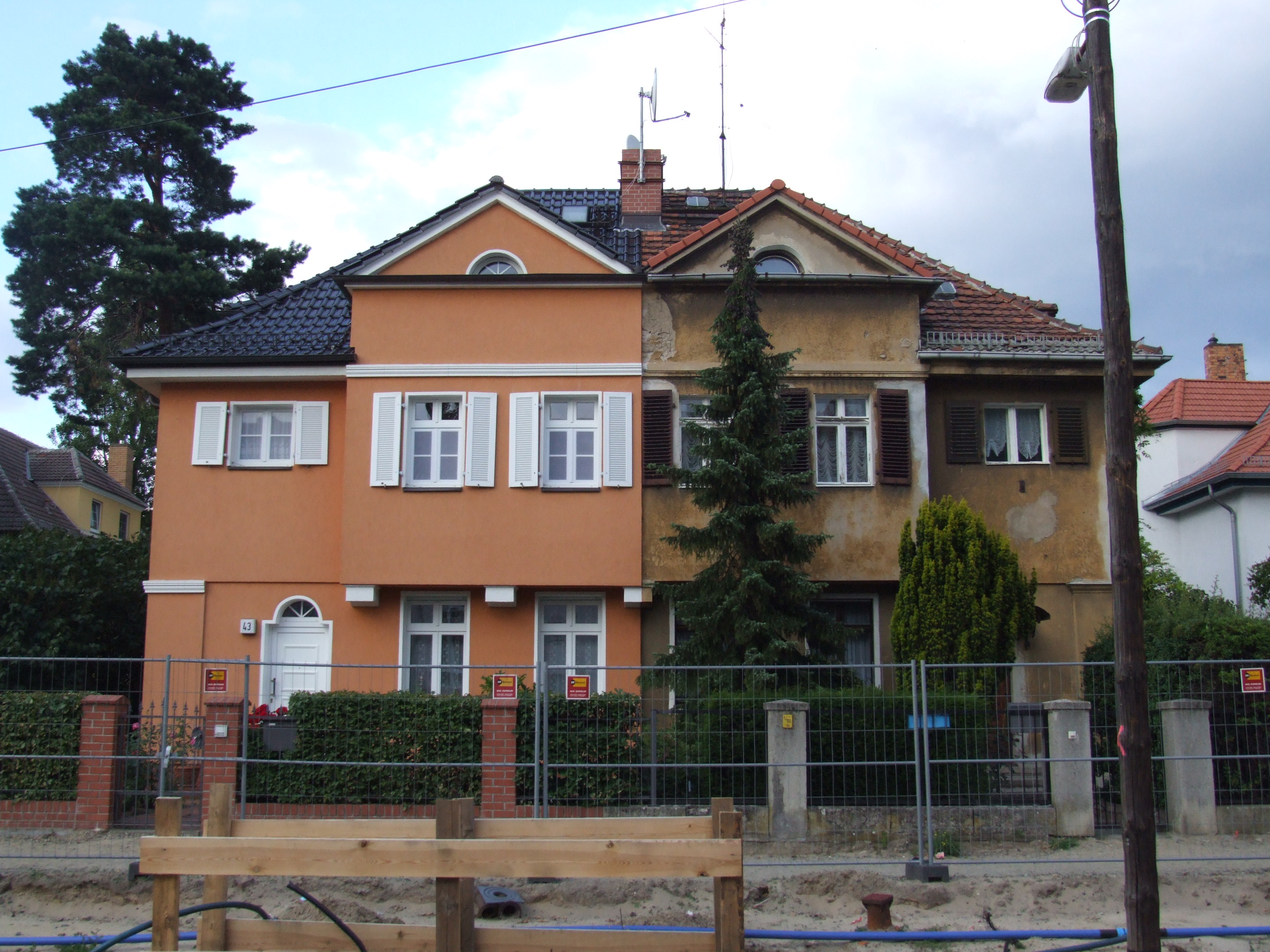
Типовий приклад санації житла в Німеччині: санована та занедбана частини будинку на два власники у районі Берліна Копенік

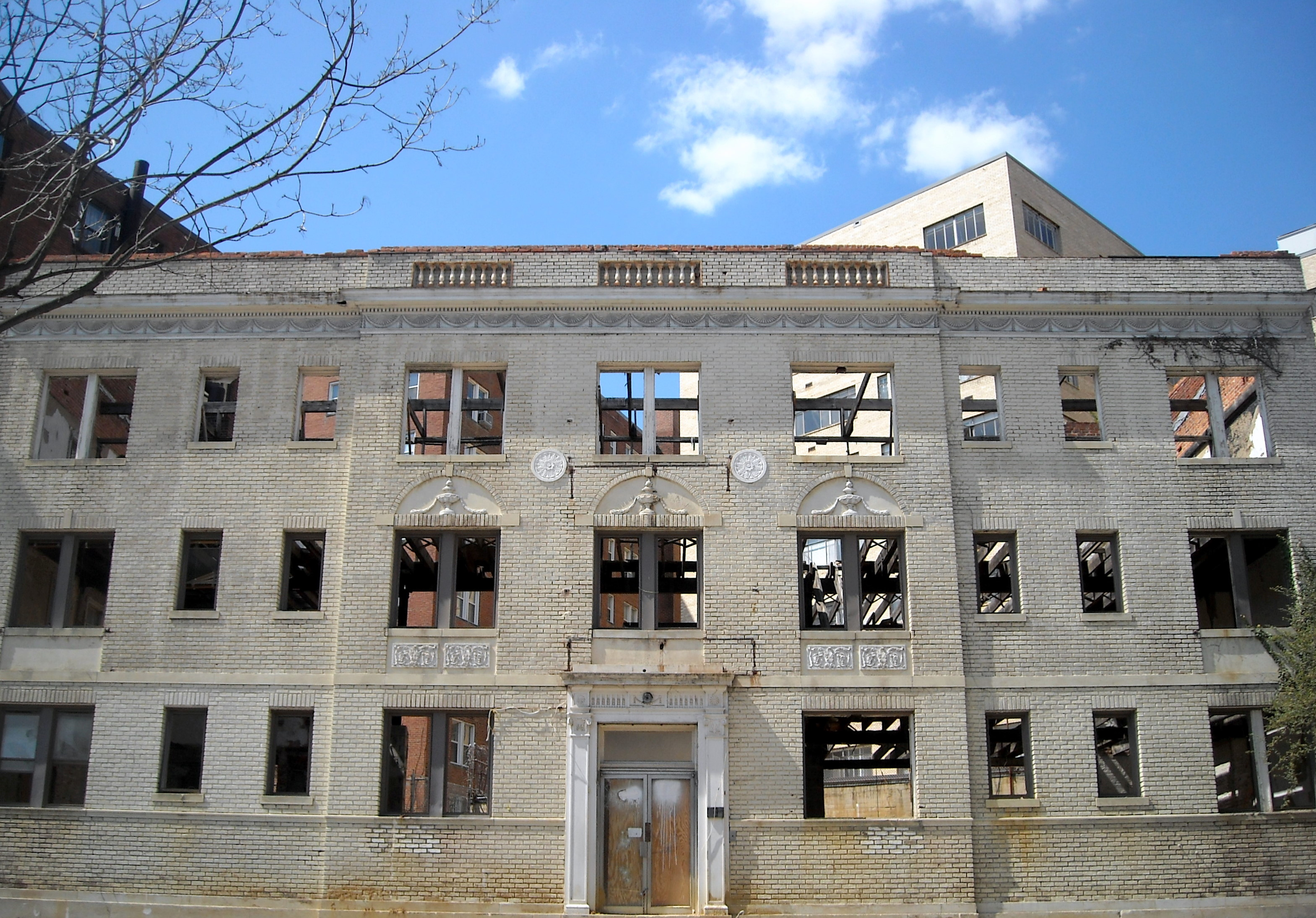
Покинутий будинок у Вашингтоні, перетворений пізніше на розкішний кондомініум

Санація житлових будівель, або Сана́ція соціологі́чна (від. лат. sanatio — лікування, оздоровлення) — в соціології міста — програма міського будівництва, направлена на поліпшення умов життя у невпорядкованих будинках і районах, а також реконструкцію та модернізацію застарілих житлових будівель. Санація може навіть підвищувати вартість житла на ринку нерухомості за рахунок покращення прижитлової території.
Широкий досвід із санації панельних житлових будинків накопичено в Німеччині. після об'єднання Східної та Західної Німеччини було повністю сановано близько 60 % панельної забудови та ще до 25 % — частково сановані.
В Україні також починають впроваджуватися перші проєкти санації житлових будівель. Зокрема у Львові стартував проєкт енергоощадної санації.